# Allan Brown
Allan Duncan Brown (Kennoway, 12 de outubro de 1926 - 20 de abril e 2011) foi um futebolista escocês que atuava como atacante.

## Carreira
Allan Brown fez parte do elenco da Seleção Escocesa de Futebol, na Copa do Mundo de 1954 e 1958.[carece de fontes?]